# Hội Điện lực Việt Nam
Hội Điện lực Việt Nam là tổ chức xã hội - nghề nghiệp của những người làm việc trong lĩnh vực điện lực tại Việt Nam. Hội có tên giao dịch quốc tế là Vietnam Electrical Engineering Association, viết tắt VEEA.
Văn phòng Hội đặt tại số 11 Cửa Bắc, phường Ba Đình, thành phố Hà Nội. Vào năm 2011, Hội được trao Huân chương Lao động hạng Nhất do những đóng góp của Hội này cho ngành điện Việt Nam.

## Lịch sử

### Hoạt động
VEEA được thành lập theo Quyết định số 299/CT của Thủ tướng Chính phủ ngày 18 tháng 8 năm 1990, là một tổ chức chính trị – xã hội, hoạt động trên nguyên tắc tự nguyện, tự chủ trong mọi hoạt động, trực thuộc Liên hiệp các Hội Khoa học và Kỹ thuật Việt Nam. Ngày 11 tháng 10 năm 1990, Đại hội thành lập Hội đã được tổ chức, với 123 đại biểu đại diện 1000 hội viên tham dự. Vào năm 1992, Hội Điện lực Việt Nam là thành viên chính thức của Hội đồng Quốc tế về các hệ thống điện lớn (CIGRE) khi tham gia khởi công Công trình đường dây 500 kV Bắc – Nam.
Hội Điện lực Việt Nam đã thực hiện tư vấn, thẩm định, phản biện, góp phần hoàn thành nhiều dự án lớn của Việt Nam như: Đường dây 500KV Bắc Nam, Nhà máy Thủy điện Hòa Bình, Nhà máy Thủy điện Sơn La, Luật Điện lực,... Năm 2014, Hội Điện lực Việt Nam tổ chức ra mắt Hiệp hội Quốc tế về Các hệ thống điện lớn tại Việt Nam. Thời điểm 2022, VEEA hiện có khoảng 13 hội thành viên và 3 đơn vị trực thuộc. Cơ quan ngôn luận của Hội là Tạp chí Điện và đời sống. Tính đến năm 2022, Hội Điện lực Việt Nam đã tổ chức 7 kỳ Đại hội, trong đó Đại hội lần gần nhất (lần VII) diễn ra ngày 28 tháng 4 năm 2022 tại Hà Nội. Ngày 25 tháng 6 năm 2011, tại Đại hội lần thứ V, Hội Điện lực Việt Nam đã được Nhà nước Việt Nam trao tặng Huân chương Lao động hạng Nhất nhờ những đóng góp của Hội cho ngành điện nước này.

### Thành viên
| TT | Họ và tên           | Chức vụ                              |
| 1  | Dương Quang Thành   | Chủ tịch                             |
| 2  | Mai Quốc Hội        | Phó Chủ tịch - Tổng Thư ký           |
| 3  | Trần Đình Nhân      | Phó Chủ tịch                         |
| 4  | Đặng Hùng           | Phó Chủ tịch - Trưởng ban Cố vấn     |
| 5  | Nguyễn Chơn Hùng    | Phó Chủ tịch                         |
| 6  | Lê Quang Long       | Chánh Văn phòng                      |
| 7  | Trần Đình Long      | Trưởng ban Khoa học & Công nghệ      |
| 8  | Nguyễn Thị Ngọc Mai | Trưởng ban Kiểm tra                  |
| 9  | Phạm Mạnh Biền      | Trưởng ban Tài chính Kế toán         |
| 10 | Chu Văn Tiến        | Trưởng ban Tư vấn & Phản biện xã hội |

## Thành tích
- Huân chương Lao động hạng Nhất: 2011[12]